# Carex subrecta
Carex subrecta är en halvgräsart som beskrevs av J.Cay. Carex subrecta ingår i släktet starrar, och familjen halvgräs. Inga underarter finns listade i Catalogue of Life.